# Waihirere Falls
Die Waihirere Falls sind ein Wasserfall bislang nicht ermittelter Fallhöhe im Gebiet des Te Urewera der Region Hawke’s Bay auf der Nordinsel Neuseelands. Er liegt an der Mündung des Waihirere Stream in das Whanganui Inlet, eine Bucht im Norden des Lake Waikaremoana.